# 12661 Schelling
12661 Schelling (1976 DA1) là một tiểu hành tinh vành đai chính được phát hiện ngày 27 tháng 2 năm 1976 bởi F. Borngen ở Tautenburg.